# Sphaenorhynchus
Sphaenorhynchus – rodzaj płazów bezogonowych z podrodziny Hylinae w obrębie rodziny rzekotkowatych (Hylidae).

## Zasięg występowania
Rodzaj obejmuje gatunki występujące w Ameryce Południowej w dorzeczach Amazonki i Orinoko, w regionie Gujana, wschodniej Brazylii oraz na Trynidadzie.

## Systematyka

### Etymologia
- Sphaenorhynchus (Sphaenorhincus, Sphoenorhynchus): gr. σφην sphēn, σφηνος sphēnos „klin”[11]; ῥυγχος rhunkhos „pysk”[12].
- Dryomelictes: gr. δρυς drus, δρυος druos „drzewo”[13]; gr. μελικτης meliktēs „śpiewak, pieśniarz”[14]. Gatunek typowy: Hyla lactea Daudin, 1802 (Fitzinger) oraz Hyla aurantiaca Daudin, 1802 (= Hyla lactea Daudin, 1802) (Cope).
- Hylopsis: rodzaj Hyla Laurenti, 1768; οψις opsis „wygląd”[15]. Gatunek typowy: Hylopsis platycephalus Werner, 1894.
- Sphoenohyla: gr. σφην sphēn, σφηνος sphēnos „klin”; rodzaj Hyla Laurenti, 1768[8]. Gatunek typowy: Hyla aurantiaca Daudin, 1802 (= Hyla lactea Daudin, 1802).

### Podział systematyczny
Do rodzaju należą następujące gatunki:
- Sphaenorhynchus botocudo Caramaschi, Almeida & Gasparini, 2009
- Sphaenorhynchus bromelicola Bokermann, 1966
- Sphaenorhynchus cammaeus Roberto, Araujo-Vieira, Carvalho-e-Silva & Ávila, 2017
- Sphaenorhynchus canga Araujo-Vieira, Lacerda, Pezzuti, Leite, Assis & Cruz, 2015
- Sphaenorhynchus caramaschii Toledo, Garcia, Lingnau & Haddad, 2007
- Sphaenorhynchus carneus (Cope, 1868)
- Sphaenorhynchus dorisae (Goin, 1957)
- Sphaenorhynchus lacteus (Daudin, 1800)
- Sphaenorhynchus mirim Caramaschi, Almeida & Gasparini, 2009
- Sphaenorhynchus palustris Bokermann, 1966
- Sphaenorhynchus pauloalvini Bokermann, 1973
- Sphaenorhynchus planicola (Lutz & Lutz, 1938)
- Sphaenorhynchus platycephalus (Werner, 1894)
- Sphaenorhynchus prasinus Bokermann, 1973
- Sphaenorhynchus surdus (Cochran, 1953)